# Anii 470
Secole: Secolul al IV-lea - Secolul al V-lea - Secolul al VI-lea
Decenii: Anii 420 Anii 430 Anii 440 Anii 450 Anii 460 - Anii 470 - Anii 480 Anii 490 Anii 500 Anii 510 Anii 520
Ani: 470 | 471 | 472 | 473 | 474 | 475 | 476 | 477 | 478 | 479